# 美耳草
美耳草（又称蓝花美耳草）是一个多年生的茜草科植物。 它原产于加拿大东部（安大略省到纽芬兰）和美国东部（东起至缅因，西州至威斯康星州，南至佛罗里达州和路易斯安那州）。 

## 描述
蓝花美耳草会长出引人注目的，直径约1厘米的小花。这些花有四瓣蓝色花瓣，花的中心是黄色的。叶子是基生莲座丛。茎可长到20厘米高，每根茎上会生长出一朵花。蓝花美耳草喜欢阴凉、潮湿的酸性土壤环境。 

## 画廊

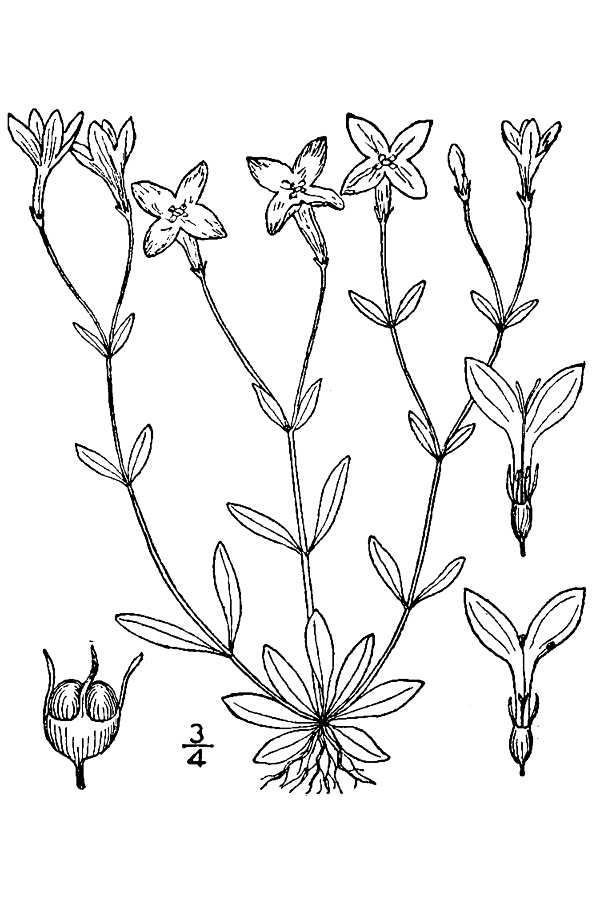
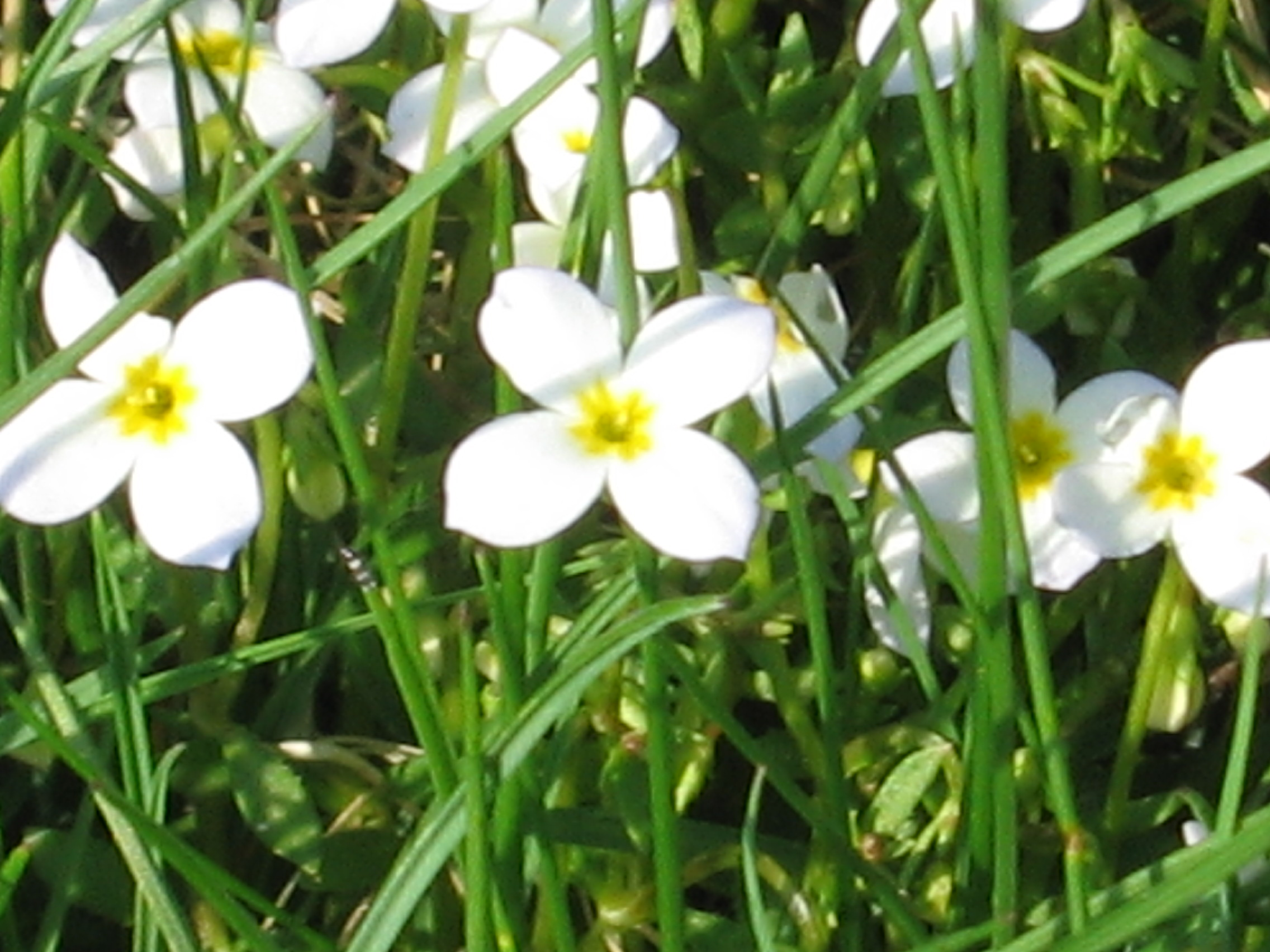
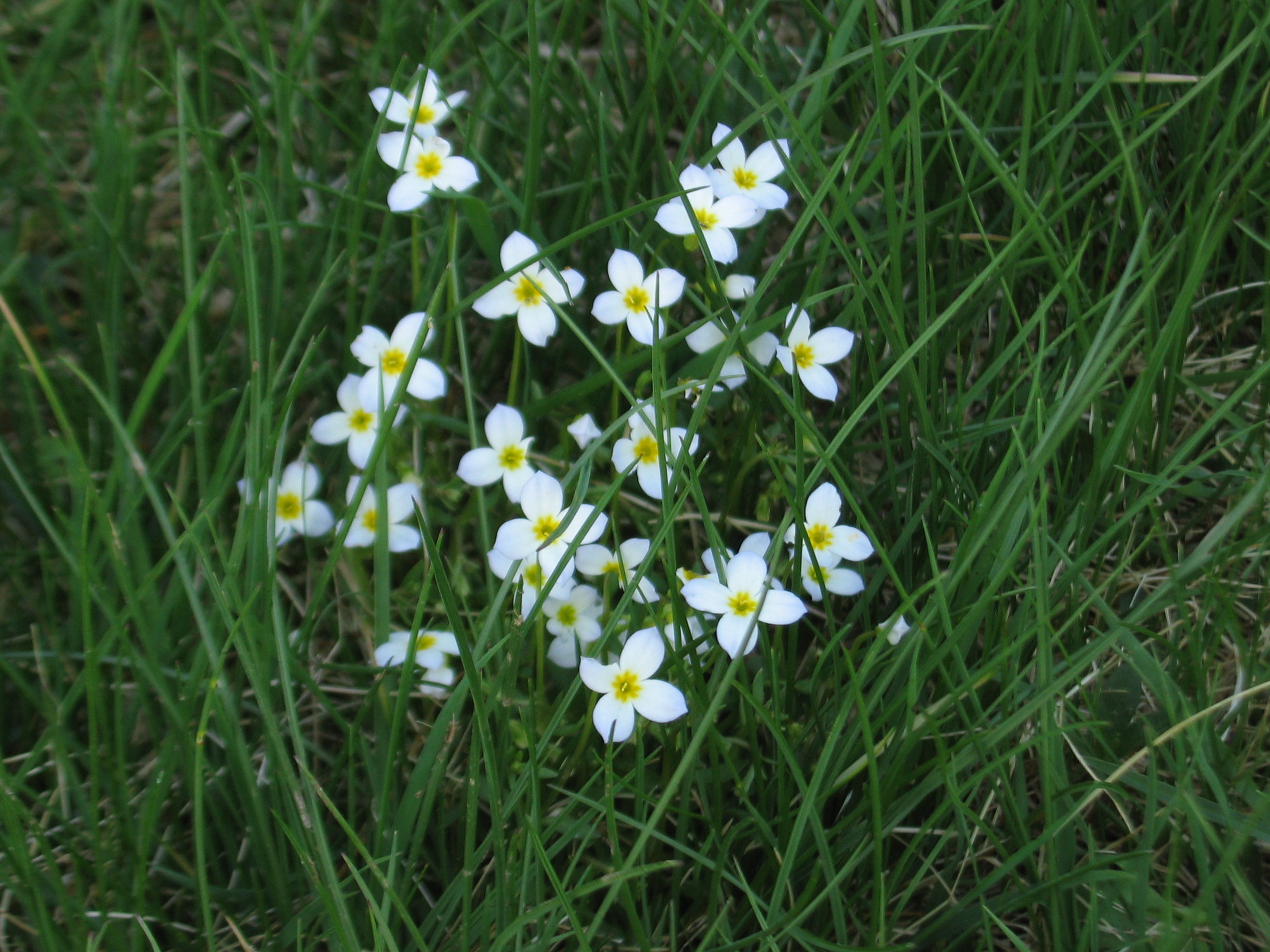
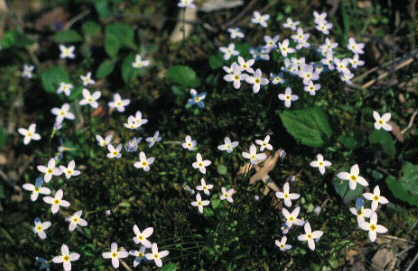